# 未来カレンダー Forever Nakano
「未来カレンダー Forever Nakano」（みらいカレンダー フォーエバー ナカノ）は、東京都中野区が制定した2代目の区歌である。作詞・阿木燿子、作曲・宇崎竜童。

## 解説
中野区では戦後復興期の1950年（昭和25年）に「中野区歌」と「中野区民歌謡」（通称「中野音頭」）を制定していたが、このうち「中野区歌」に関しては制定から半世紀余りを経た平成期に入って以降に区議会で歌詞の陳腐化が指摘されるようになっていた。そのため、中野区役所では2013年（平成25年）11月に「中野区歌に関する審議会」を設置し、23特別区では初となる区歌の代替わりを前提に審議が行われた。
審議会では2014年（平成26年）3月に「中野区歌」を廃止して新区歌を制定すべきとする答申を田中大輔区長に提出し、この答申を基に新区歌の制定作業が開始される。作成に当たっては旧区歌で採られた歌詞の懸賞募集を行わず、作詞・作曲の一切を阿木燿子と宇崎竜童の夫妻へ依頼している。
2015年（平成27年）3月13日に区議会本会議場で議員や区役所関係者を対象に発表演奏を実施した後、3月21日の中野駅開業125周年記念イベントで一般向けの発表が行われ、区内の大妻中野高校と東亜学園高校の合唱部が合同で新区歌を斉唱した。なお代替わりによって23特別区の区歌としては最初に廃止となった旧「中野区歌」と同時に制定された「中野区民歌謡」に関しては現在も区民音頭として存続しており、毎年8月開催の「中野駅前大盆踊り大会」で演奏されている。